# Droga krajowa nr 58 (Polska)
Droga krajowa nr 58 (DK58) – droga krajowa o długości ok. 149 km, leżąca na obszarze województw warmińsko-mazurskiego i podlaskiego. Trasa ta łączy Olsztynek z Szczuczynem.

## Historia numeracji
Na przestrzeni lat trasa posiadała różne oznaczenia i klasyfikacje:

| Numer | Kategoria     | Przebieg                                                                                              | Lata obowiązywania | Źródło | Uwagi                                                                        |
| --- | ------------- | --- | ------------------ | --- | ---------------------------------------------------------------------------- |
| Trasa od 1945 roku na terenie Polski. Brak danych na temat numeracji przed 1986 r. – w ówczesnych mapach i atlasach drogowych arteria oznaczana jest jako droga inna na odc. Olsztynek – Jedwabno oraz droga drugorzędna na dalszym przebiegu. |               | |                    | |                                                                              |
| 603 | droga krajowa | Olsztynek – Zgniłocha                                                                                 | 14 II 1986 – 2000  | - Uchwała nr 192 Rady Ministrów z dnia 2 grudnia 1985 r. w sprawie zaliczenia dróg do kategorii dróg krajowych (M.P. z 1986 r. nr 3, poz. 16) - Polska: Atlas samochodowy 1:300 000. Wyd. pierwsze. Warszawa: Państwowe Przedsiębiorstwo Wydawnictw Kartograficznych, 1992. ISBN 83-7000-080-0. Brak numerów stron w książce - Polska: Mapa samochodowa 1:700 000, wyd. 1, Szczecin: Wydawnictwo Kartograficzne KOMPAS, 1996–1997, ISBN 83-904373-2-5. Brak numerów stron w książce - Polska: Mapa samochodowa 1:700 000, wyd. II Zmienione i poprawione, Szczecin: Wydawnictwo Kartograficzne KOMPAS, 1997–1998, ISBN 83-904373-3-3. Brak numerów stron w książce |                                                                              |
| 598 | droga krajowa | Zgniłocha – Jedwabno                                                                                  | 14 II 1986 – 2000  | - Uchwała nr 192 Rady Ministrów z dnia 2 grudnia 1985 r. w sprawie zaliczenia dróg do kategorii dróg krajowych (M.P. z 1986 r. nr 3, poz. 16) - Polska: Atlas samochodowy 1:300 000. Wyd. pierwsze. Warszawa: Państwowe Przedsiębiorstwo Wydawnictw Kartograficznych, 1992. ISBN 83-7000-080-0. Brak numerów stron w książce - Polska: Mapa samochodowa 1:700 000, wyd. 1, Szczecin: Wydawnictwo Kartograficzne KOMPAS, 1996–1997, ISBN 83-904373-2-5. Brak numerów stron w książce - Polska: Mapa samochodowa 1:700 000, wyd. II Zmienione i poprawione, Szczecin: Wydawnictwo Kartograficzne KOMPAS, 1997–1998, ISBN 83-904373-3-3. Brak numerów stron w książce |                                                                              |
| 545 | droga krajowa | Jedwabno – Szczytno                                                                                   | 14 II 1986 – 2000  | - Uchwała nr 192 Rady Ministrów z dnia 2 grudnia 1985 r. w sprawie zaliczenia dróg do kategorii dróg krajowych (M.P. z 1986 r. nr 3, poz. 16) - Polska: Atlas samochodowy 1:300 000. Wyd. pierwsze. Warszawa: Państwowe Przedsiębiorstwo Wydawnictw Kartograficznych, 1992. ISBN 83-7000-080-0. Brak numerów stron w książce - Polska: Mapa samochodowa 1:700 000, wyd. 1, Szczecin: Wydawnictwo Kartograficzne KOMPAS, 1996–1997, ISBN 83-904373-2-5. Brak numerów stron w książce - Polska: Mapa samochodowa 1:700 000, wyd. II Zmienione i poprawione, Szczecin: Wydawnictwo Kartograficzne KOMPAS, 1997–1998, ISBN 83-904373-3-3. Brak numerów stron w książce | droga przystosowana do ruchu ciężkiego – dopuszczalny nacisk na oś do 10 ton |
| 601 | droga krajowa | Szczytno – Babięta                                                                                    | 14 II 1986 – 2000  | - Uchwała nr 192 Rady Ministrów z dnia 2 grudnia 1985 r. w sprawie zaliczenia dróg do kategorii dróg krajowych (M.P. z 1986 r. nr 3, poz. 16) - Polska: Atlas samochodowy 1:300 000. Wyd. pierwsze. Warszawa: Państwowe Przedsiębiorstwo Wydawnictw Kartograficznych, 1992. ISBN 83-7000-080-0. Brak numerów stron w książce - Polska: Mapa samochodowa 1:700 000, wyd. 1, Szczecin: Wydawnictwo Kartograficzne KOMPAS, 1996–1997, ISBN 83-904373-2-5. Brak numerów stron w książce - Polska: Mapa samochodowa 1:700 000, wyd. II Zmienione i poprawione, Szczecin: Wydawnictwo Kartograficzne KOMPAS, 1997–1998, ISBN 83-904373-3-3. Brak numerów stron w książce | droga przystosowana do ruchu ciężkiego – dopuszczalny nacisk na oś do 10 ton |
| 611 | droga krajowa | Babięta – Stare Kiełbonki – Ruciane-Nida                                                              | 14 II 1986 – 2000  | - Uchwała nr 192 Rady Ministrów z dnia 2 grudnia 1985 r. w sprawie zaliczenia dróg do kategorii dróg krajowych (M.P. z 1986 r. nr 3, poz. 16) - Polska: Atlas samochodowy 1:300 000. Wyd. pierwsze. Warszawa: Państwowe Przedsiębiorstwo Wydawnictw Kartograficznych, 1992. ISBN 83-7000-080-0. Brak numerów stron w książce - Polska: Mapa samochodowa 1:700 000, wyd. 1, Szczecin: Wydawnictwo Kartograficzne KOMPAS, 1996–1997, ISBN 83-904373-2-5. Brak numerów stron w książce - Polska: Mapa samochodowa 1:700 000, wyd. II Zmienione i poprawione, Szczecin: Wydawnictwo Kartograficzne KOMPAS, 1997–1998, ISBN 83-904373-3-3. Brak numerów stron w książce | droga przystosowana do ruchu ciężkiego na odc. Babięta – Stare Kiełbonki     |
| 610 | droga krajowa | Ruciane-Nida – Pisz – Biała Piska – Szczuczyn                                                         | 14 II 1986 – 2000  | - Uchwała nr 192 Rady Ministrów z dnia 2 grudnia 1985 r. w sprawie zaliczenia dróg do kategorii dróg krajowych (M.P. z 1986 r. nr 3, poz. 16) - Polska: Atlas samochodowy 1:300 000. Wyd. pierwsze. Warszawa: Państwowe Przedsiębiorstwo Wydawnictw Kartograficznych, 1992. ISBN 83-7000-080-0. Brak numerów stron w książce - Polska: Mapa samochodowa 1:700 000, wyd. 1, Szczecin: Wydawnictwo Kartograficzne KOMPAS, 1996–1997, ISBN 83-904373-2-5. Brak numerów stron w książce - Polska: Mapa samochodowa 1:700 000, wyd. II Zmienione i poprawione, Szczecin: Wydawnictwo Kartograficzne KOMPAS, 1997–1998, ISBN 83-904373-3-3. Brak numerów stron w książce |                                                                              |
| 58 | droga krajowa | Olsztynek – Zgniłocha – Jedwabno – Szczytno – Babięta – Ruciane Nida – Pisz – Biała Piska – Szczuczyn | od 2000            | - Zarządzenie nr 6 Generalnego Dyrektora Dróg Publicznych z dnia 9 maja 2000 r. w sprawie nowych numerów dróg krajowych, [w:] Rzeczpospolita [online], 4 lipca 2000 (pol.). - Polska: Mapa samochodowa 1:700 000, wyd. XII Zmienione, poprawione i uaktualnione, Szczecin: Wydawnictwo Kartograficzne KOMPAS, 2004–2005, ISBN 83-904373-7-6. Brak numerów stron w książce - Polska: Atlas samochodowy 1:200 000 dla profesjonalistów. Wyd. IX. Warszawa: Dom Wydawniczy PWN, 2017. ISBN 978-83-7705-978-4. Brak numerów stron w książce | ograniczenia dla ruchu ciężkiego                                             |

## Dopuszczalny nacisk na oś
Od 13 marca 2021 roku na drodze dozwolony jest ruch pojazdów o nacisku pojedynczej osi napędowej do 11,5 tony.

### Do 13 marca 2021
W latach 2015–2021 droga krajowa nr 58 była objęta ograniczeniami dopuszczalnego nacisku pojedynczej osi:
| Znak | Dopuszczalny nacisk | Odcinek |
| ---- | ------------------- | --- |
| DK58 | do 10 ton           | Pisz ( ul. Orzyska – ul. Warszawska) |
| DK58 | do 8 ton            | - Olsztynek ( węzeł „Olsztynek Wschód”) – Zgniłocha – Jedwabno – Szczytno – Babięta – Ruciane-Nida – Pisz ( ul. Orzyska) - Pisz ( ul. Warszawska) – Biała Piska – Szczuczyn (skrzyżowanie z ul. Kilińskiego) |

## Miejscowości leżące na trasie 58
- Olsztynek (droga nr 7, droga 51)
- Zgniłocha
- Jedwabno
- Szczytno (droga 53, droga 57)
- Babięta
- Stare Kiełbonki (droga 59)
- Zgon
- Ruciane-Nida
- Pisz (droga 63)
- Biała Piska
- Szczuczyn (droga 61)